# Station Market Harborough
Market Harborough is een spoorwegstation van National Rail in Market Harborough, Harborough in Engeland. Het station is eigendom van Network Rail en wordt beheerd door East Midlands Railway. Het station is geopend in 1850.